# 藤原基俊
藤原基俊（日语：／ Fujiwara no Mototoshi */?，1060年—1142年2月13日）是一名日本平安時代後期貴族、歌人和書法家，官位是從五位上左衛門佐，中古六歌仙和《百人一首》歌人之一，有約100首作品收錄於敕撰和歌集，也是《新撰朗詠集》的編者。此外，基俊出身自藤原北家中御門流，父親是正二位右大臣藤原俊家，其妹從一位准三宮藤原全子是從一位攝政關白太政大臣藤原忠實之母。

## 生平
按《尊卑分脈》記載，基俊是俊家的三子。生年方面，按源師時的《長秋記》記載，藤原宗忠在天承元年3月22日（1131年4月21日）舉行尚齒會時，基俊時年72歲，因此能夠計算出他生於康平3年（1060年），與此同時《古今著聞集》則指他當時是76歲，這樣的話他的生年則是天喜4年（1056年），鴨長明在《無名抄》則記載基俊在保延4年（1138年）收藤原俊成為徒時85歲，如此其生年則是天喜2年（1054年），《國史大辭典》、《世界大百科事典》、《大辭泉》和《日本大百科全書》均指他生於康平3年（1060年）。逝年方面，雖然《尊卑分脈》指他死於康治2年正月17日（1143年2月3日），但是藤原賴長的《台記》則記載他死於永治2年正月16日（1142年2月13日），《日本古典文學大辭典》指後者較為可信，《國史大辭典》、《大英百科全書》日本版和《日本大百科全書》均採用後者的說法。
承保4年或承曆元年（1077年），基俊叙爵，就任左衛門佐，不久後升為從五位上，橋本不美男推測他在永保2年（1082年）辭任左衛門佐，萩谷朴則根據《後二條師通記》寬治3年正月26日（1089年3月10日）條以及《中右記》承德2年8月6日（1098年9月3日）條，推測他在這段時期內仍然擔任左衛門佐，辭任理由可能是由於他恃才傲物而疏於公務或健康理由所致，這也導致他參與歌合時期較晚，能夠追溯到最早已經是在寬治7年5月5日（1093年6月1日）舉行的郁芳門院根合中以替堀河殿代作的形式參加，作為歌人他參加了在康和2年4月28日（1100年6月7日）舉行的國信卿家歌合、長治元年5月26日（1104年6月20日）舉行的左近權中將俊忠朝臣家歌合、元永2年7月13日（1119年8月20日）內大臣忠通家歌合和大治3年9月28日（1128年10月23日）舉行的住吉社歌合。作為判者，他則參加了天仁2年（1109年）冬天舉行的師賴家歌合（追判）、永久4年（1116年）8月舉行的雲居寺結緣經後宴歌合、元永元年10月2日（1118年11月16日）內大臣忠通家歌合、保安2年9月12日（1121年10月25日）舉行關白內大臣家歌合、翌年2月20日舉行的無動寺歌合（1122年3月29日）、天治元年（1124年）春天以前舉行的永緣奈良房歌合、大治3年8月29日（1128年9月25日）舉行的西宮歌合、長承3年9月13日（1134年10月2日）舉行的中宮亮顯輔家歌合、保延元年（1135年）8月、10月和翌年3月舉行的家成歌合、保延3年（1137年）閏9月舉行的中宮權亮經定歌合。由其編採的則有長承2年11月18日（1133年12月16日）獻上的相撲立詩歌合。保延4年（1138年），他出家，法號覺舜，又稱金吾入道。

## 和歌
基俊收錄於敕撰和歌集的和歌數目眾說紛紜，《和歌大辭典》、《日本古典文學大辭典》、《大英百科全書》日本版和《日本人名大辭典》分別記載為約100首、100首、約105首和107首，《敕撰作者部類》則記載是107首。作為《堀河百首》歌人之一，他與同時期的源俊賴均是歌壇的指導者，與追求改革的俊賴相比，基俊重視傳統的古風，兩者處於對峙狀態。按《無名抄》記載，他曾經稱俊賴為文盲，在雲居寺結緣經後宴歌合時注意到俊賴的不記名作品（收錄於《千載和歌集》，《新編國歌大觀》編號384）時，他批評其第三句中的助詞「て」窒礙了和歌的節奏，讓整首作品變得很難聽。在場的琳賢以紀貫之的作品（收錄於《拾遺和歌集》，《新編國歌大觀》編號64）為証歌，在唸到「で」的時候故意拉長來唸，基俊當下臉部發青，一言不發地伏了下來。其後，琳賢又故意在《後撰和歌集》中挑選比較不為人知的20首作品，並且於歌合內讓基俊作出判定，結果基俊未有發現，在大肆批評之後，反讓自己蒙羞。元永元年10月2日（1118年11月16日）舉行的內大臣忠通家歌合時，他也沒有注意到俊賴的作品中的為龍的意思，以為是「田鶴」，判其敗北。對此，俊惠形容「基俊雖然是有才學的人，但是好像有著不多加思考便批評人的習慣，失誤似乎也很多。」《八雲御抄》中也提到基俊雖然有學問，但是不及俊賴。另一方面，他雖然也著有《新三十六人撰》和《悅目抄》，但是均已散佚，現存的《悅目抄》和《和歌無底抄》為後世假借其名而寫的歌論書，徒弟則有後來的《千載集》編者藤原俊成，也曾經替《萬葉集》標註訓點。與此同時，他自己則編撰了模仿藤原公任的《和漢朗詠集》的漢詩集《新撰朗詠集》，同時在《本朝無題詩》也收錄他的17首漢詩，《中右記部類紙背漢詩集》則收錄了一首。
- 《小倉百人一首》
藤原基俊
菱川師宣繪本
- 時代不同歌合
藤原基俊和惠慶法師
- 《小倉擬百人一首》 
藤原基俊
龜屋忠兵衛 梅川（日语：冥途の飛脚）
歌川廣重的浮世繪

《百人一首》入選作是：
| 《新編國歌大觀》版本 | 全日本歌牌協會版本 嵯峨嵐山文華館版本 | 中譯                                        |
| -------------------- | ------------------------------------- | ------------------------------------------- |
|                      |                                       | 縱有空言在 命托原上蓬 老來驚露冷 今歲逝秋風 |

這首和歌收錄於《千載集》卷第十六「雜歌上」，《新編國歌大觀》編號是1026，詞書是「律師光覺雖然多次希望出任維摩會的講師，不過總是落選，我便向法性寺入道前太政大臣表達不滿，他回答道這件事就交給我來辦吧，結果該年卻又再次落選，我便將此歌贈給忠通。」（律師光覚、維摩会の講師の請を申しけるを、たびたびもれにければ、法性寺入道前太政大臣にうらみ申しけるを、しめぢのはらと侍りけれども、又そのとしももれにければよみてつかはしける）。其中的是指標茅原（現栃木縣栃木市北部至都賀町一帶的平原），出自於清水觀音收錄於《新古今和歌集》中的作品（《新編國歌大觀》編號1916）的第二句，隱含了其中的第一句「交給我吧」（なほ頼め）的弦外之音，為一首愛子情深的作品，其子光覺最終在保延6年（1140年）獲任命為豎義。另一方面，如果無視詞書的話，此歌也可以解讀成女性苦等下去的作品，《基俊集》中便是以贈答歌的形式出現。與此同時，此歌的用字幾乎均並非常見的歌語，其中尤其是第二句為此歌獨有的用法，這對於重視傳統歌風的基俊來說，可以說是與其風格不相乎的作品。
首句意思是有過約定，其中為「露」的緣語，則是表示過去的助動詞的連體形。第二句中的是指魁蒿，與詞書中提到的標茅原同樣出自於清水觀音收錄《新古今和歌集》中的作品，其緣語「露」同時也是「命」和「秋」的緣語，指感謝對方的恩惠。第三句的意思以自己的生命來懇求，其中是表示斷定的助動詞的連用形，則是接續助詞。第四句和末句連起來的意思是「啊，今年的秋天也在悲傷中逝去了」，其中是感動詞，蘊含失望和怨恨的意思，指由於講師是在秋天時決定人選，有今年的秋天也在悲傷中逝去的意思。其中是ナ行動詞（逝去）的終止形，是表示推測的助動詞和終止形。

## 家集
基俊的家集是《基俊集》，又稱《藤原基俊家集》，分作三類。首先，第一類又分為四種，第一種是宮內廳書陵部藏《散木奇歌集》、筑波大學附屬圖書館藏關根慶子以及阿波國文庫舊藏《散木奇歌集》以及《竹柏園藏書志》所載散木集脫漏等散木奇歌集合綴本系，為通行本的版本，前半部分的106首為基俊獻給堀河天皇的作品，成書於嘉承2年（1107年），後半部分的84首則是永久末年（1118年），均由基俊自行編撰而成。第二種則是書陵部藏御所本系，承襲自第一種，並且加上中古六歌仙收錄歌的29首作品中的28首（缺少了第7首），以今井似閑本等為中心散見於各通行本，另外也由於缺少了中古六歌仙收錄歌的第7首，因此像德川美術館藏藤原定家筆本則在左上方補上該和歌。第三種是群書類從本系，相對於直接增補自中古六歌仙收錄歌的第二種，第三種則是將與通行本重複的和歌移除，僅將中古六歌仙的獨有歌14首與通行本結合而成。第四種的榊原家本則是隨意將14首獨有歌插入通行本的各處。由於第三種和第四種均缺少中古六歌仙收錄歌中的第7首，因此兩者均源於第二種，其中也有些版本再新增了敕撰歌，例如天理大學附屬天理圖書館本以及書陵部藏本各10首，榊原家本則是58首，因此第三種和第四種也可以視為第二種的增補版本。其中，書陵部藏御所本是長28.1厘米，寬20.6厘米的袋綴，成書於近世初期，樺黃色鳥之子紙封面配上雙重菱襷草花蔓草紋，左上方貼有寫有「基俊集」的紅色鳥之子紙小短冊，正文料紙是楮紙，一面十行，和歌一行，詞書隔兩個空格，收錄歌數為218首。
其次，第二類是書陵部藏殘缺異本，按《私家集大成》記載為長15.2厘米，寬20.1厘米的袋綴，《桂宮本叢書》則記載為長15.2厘米，寬20厘米，縹色鳥子紙封面配上連續的雷紋菱形，中央外題「基俊集」出自於靈元天皇手筆，正文料紙是楮紙，一面十一行，和歌兩行，詞書隔兩個空格，收錄歌數為50首，另有漢詩兩首，缺少了春部歌，根據奧書記載，此版本是在基俊死後，由其親人編撰而成，此版本源於冷泉家時雨亭文庫藏基俊朝臣集，與其相比時雨亭文庫本基本採用片假名，書陵部藏本則是平假名，而且部分漢字借字也不同，除此以外，由卷頭至卷末的內容均大致相同，為長14.2厘米，寬20厘米的紙縒袋綴摺紙混用本，封面和正文料紙均是楮紙，左下有承空本獨有的花押。最後，第三類是中古六歌仙系，分別有酒井宇吉藏薰集歌抄、《續群書類從》卷375收錄的中古六歌仙、德川美術館藏本以及書陵部藏本。其中，書陵部藏本按《私家集大成》記載是長23.5厘米，寬17.5厘米列帖裝，《桂宮本叢書》則記載為長23.7厘米，寬17.6厘米的胡蝶裝，成書於近世初期，藍色緞子封面配上花卉蔓草紋，左上方是鴇色鳥之子紙小短冊，寫有「基俊集」，正文料紙是布目鳥之子紙，一面八行，和歌一首兩行，詞書隔兩個空格，收錄歌數29首。德川美術館藏本則是長15.3厘米，寬15.1厘米的胡蝶裝，淺黃色薄唐紙封面，背面撒有金銀砂子，以及以金泥和銀泥畫成的雲，其後紫色頁的中央部分寫有「基俊復登蓮集」，料紙是楮紙，一面十行或十一行，和歌一首兩行，為定家風格的手抄本，不過並非其真跡。底本方面，《桂宮本叢書》以第二類和第三類書陵部藏本為底本，《新編國歌大觀》和《私家集大成》則再加上第一類書陵部藏御所本，《新編私家集大成》則同時採用了書陵部藏御所本、第三類書陵部藏本以及時雨亭文庫本為底本。

## 文化財
基俊留下的墨寶分別有和漢朗詠集卷下斷簡（多賀切）和新撰朗詠集斷簡（山名切），其中多賀切據傳是多賀左近的舊藏品而得名，卷末記載由基俊在永久4年10月2日（1116年11月8日）時寫成，而陽明文庫藏版本則在1960年6月9日獲指定為重要文化財。另外，山名切的筆跡和多賀切一致，因此也是基俊的真跡，其中東京國立博物館藏版本在1935年12月13日獲指定為重要美術品，京都國立博物館藏版本則作為手鑑「藻鹽草」的一部分獲指定為國寶。此外，1934年1月30日獲指定為重要文化財的徵古館藏「東遊歌神樂歌」雖然傳出自於基俊手筆，而成書時期也大致與基俊的時期重叠，不過與基俊的真跡多賀切和山名切的筆跡並不相同。另外，冷泉時雨亭文庫藏基俊朝臣集在1987年6月6日作為「私家集（承空本）」的一部分獲指定為重要文化財。

### 註解
1. ↑  証歌是指作為證據的和歌，在歌合中為了避免標奇立異以及重視傳統，如果過去沒有這樣的用法的話，有可能因此而被判輸[11]。
2. ↑  田鶴是指鶴，歌語的一種[12]。
3. ↑  詞書是指該和歌的主題和寫作動機等相關事宜[16]。
4. ↑  贈答歌是指兩人之間互相通過和歌來溝通[18]。
5. ↑  砂子是指將金箔和銀箔（日语：銀箔）弄成粉，作為裝飾撒在上面[26]。

## 外部連結
- . 國際日本文化研究中心和歌數據庫 （日语）.
- . 國書數據庫 （日语）.